# Славянский съезд (1848)

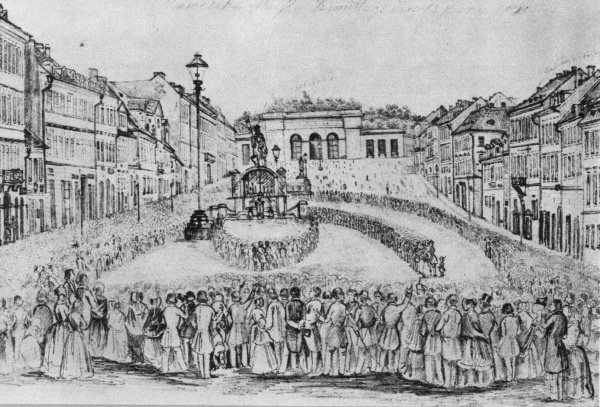
Святая Месса во время конгресса на Конской площади в Праге, 12 июня 1848 года

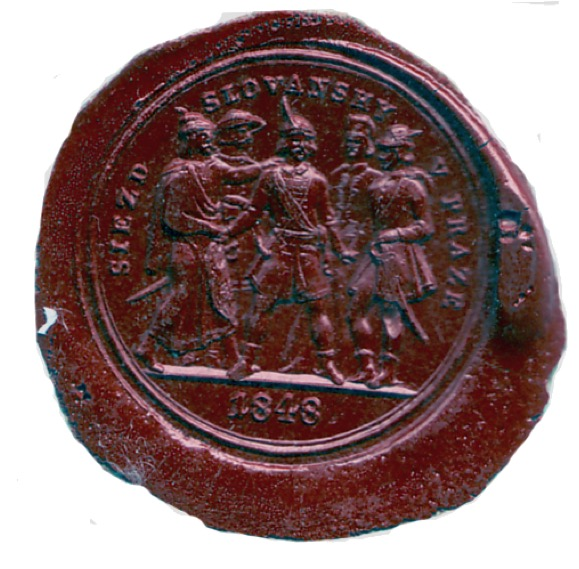
Печать Всеславянского конгресса в Праге 1848 года

Славянский съезд (чеш. Slovanský sjezd) проводился в Праге во дворце Жофин, на Славянском острове, со 2 по 12 июня 1848 года.
В некоторых источниках используется название «Первый Славянский конгресс», Общеславянский съезд. Съезд отталкивался от аналогичного пангерманского сейма во Франкфурте. Славянский конгресс в Праге стал первым проявлением панславизма.

## История
Этот форум, собранный по инициативе чешских активистов (Павел Йозеф Шафарик, Карел Владислав Зап), был съездом представителей славянских народов, проживавших в Австрийской империи (чехи, словаки, русины, хорваты), но на нём также присутствовали гости из других стран (краёв) европейских государств (поляки, сербы, черногорцы), в том числе русские эмигранты. Всего на съезд собралось 300 делегатов. По национальному признаку на съезде (конгрессе) было выделено три секции:
- чехословацкая (председатель П. Шафарик): чехи, моравы, силезцы и словаки;
- польско-русинская (председатель Кароль Либельт): 61 делегат, в том числе 40 поляков и 21 русин[6];
- юго-славянская[7] (югославская): словенцы, хорваты, сербы и далматинцы.

Председателем съезда (конгресса) был избран Франтишек Палацкий — видный чешский историк и общественный деятель.
Гимном славян на съезде стала патриотическая песня «Гей, славяне».

## Идеология
На съезде были представлены две идеологические позиции. Одна, умеренная, предполагала превращение Австрийской империи в многонациональную федерацию, где славянские народы обладали бы правом национальной автономии (австрославизм). Инструментом реализации этого плана была петиция австрийскому императору. На национальных славянских окраинах предполагались созыв сеймов, формирование национальной гвардии и обеспечение образования на славянских языках. Южные славяне требовали создания Иллирийского королевства под протекторатом Австрии.
Радикалы (Людовит Велислав Штур, Михаил Бакунин) настаивали на создании самостоятельной славянской федерации (панславизм). Также неоднозначную реакцию вызывала у делегатов Российская империя. Если одни (Штур) возлагали на неё надежды на освобождение славян, то другие (польские депутаты) относились к миссии России весьма скептически. Также обнаружились трения между поляками и русинами в вопросе о самоопределении Галиции.

## Создание делегации от Центрального Совета Русской Рады
Копии манифеста пришли и в Главную русскую раду. Центральный Совет обсудил возможность присутствия на заседаниях 12 и 16 мая, а 16 мая отправил своих делегатов: Ивана Борисикевича, Григория Гинилевича и Алексея Заклинского.

## Значение
Это событие было одним из немногих, когда в одном месте были услышаны голоса всех славянских народов Центральной Европы. Основной целью съезда была попытка оказать сопротивление германскому национализму в славянских землях.
Этот съезд явился катализатором Пражского восстания 1848 года («Святодуховское восстание»), усмирённого австрийскими войсками. Поэтому съезд остался незавершённым, а итоговое решение принято не было.
Несмотря на то, что пражское восстание сорвало работу австрославистов, южные славяне, в конце концов, получили определённые уступки

Ключевые участники
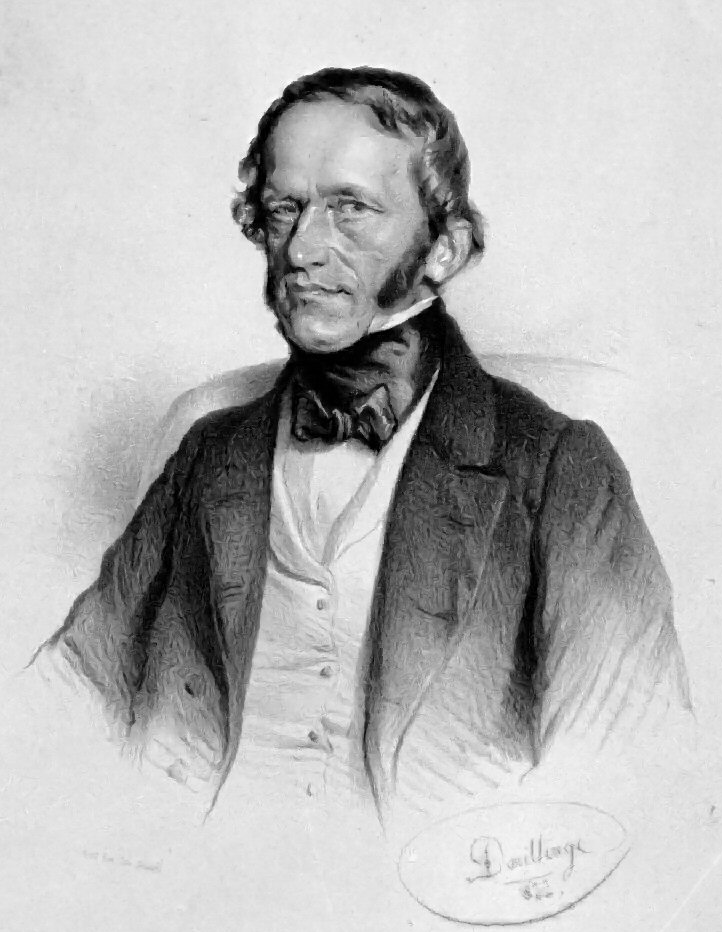
Ф. Палацкий
П. Шафарик
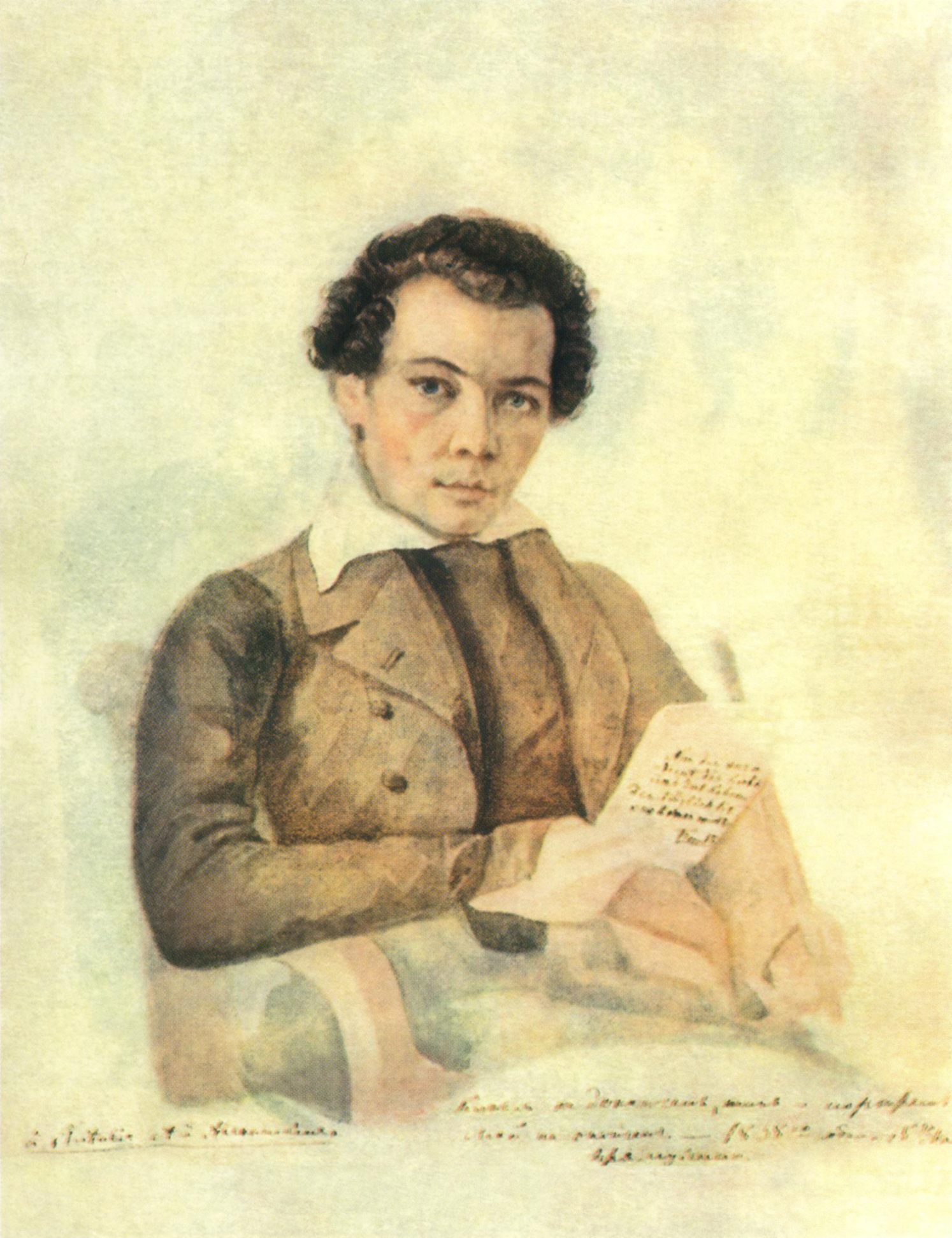
М. Бакунин
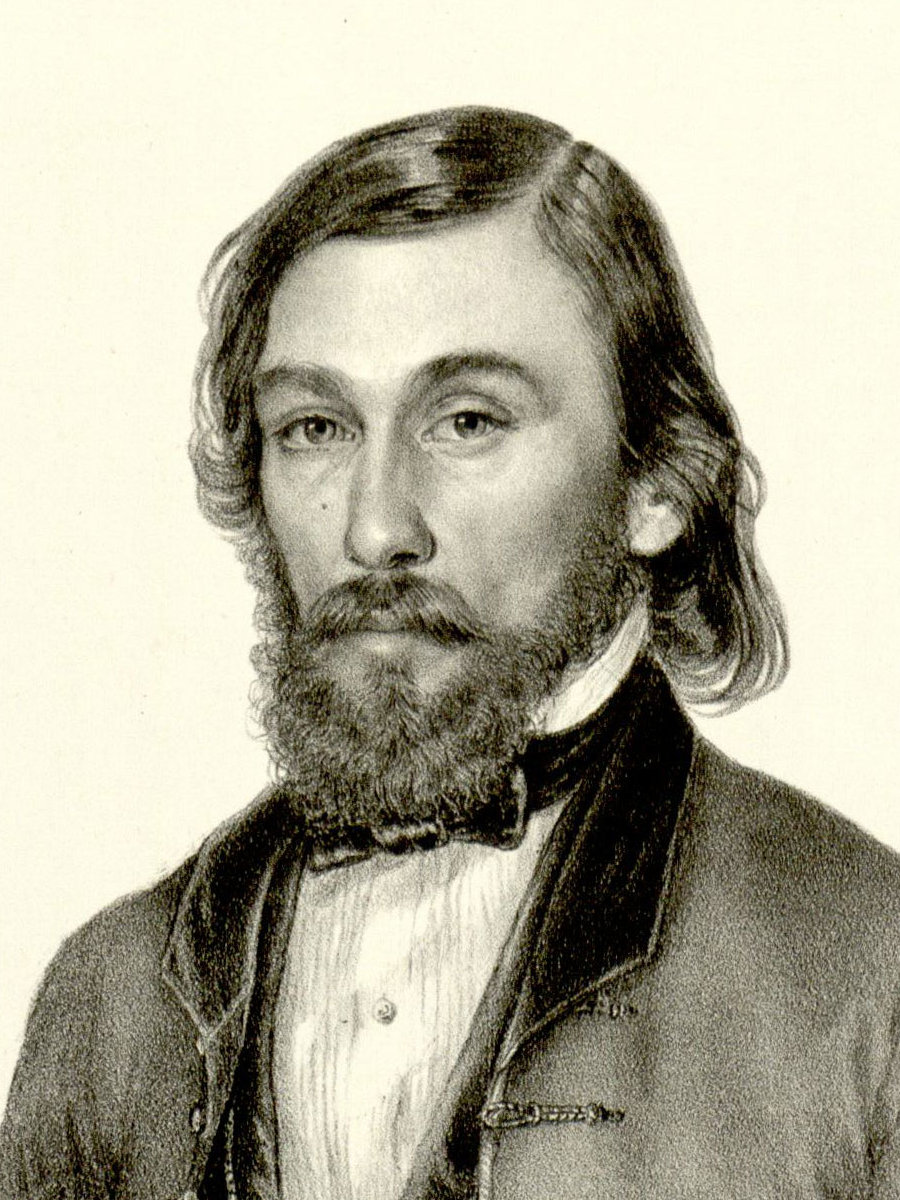
Й. Гурбан
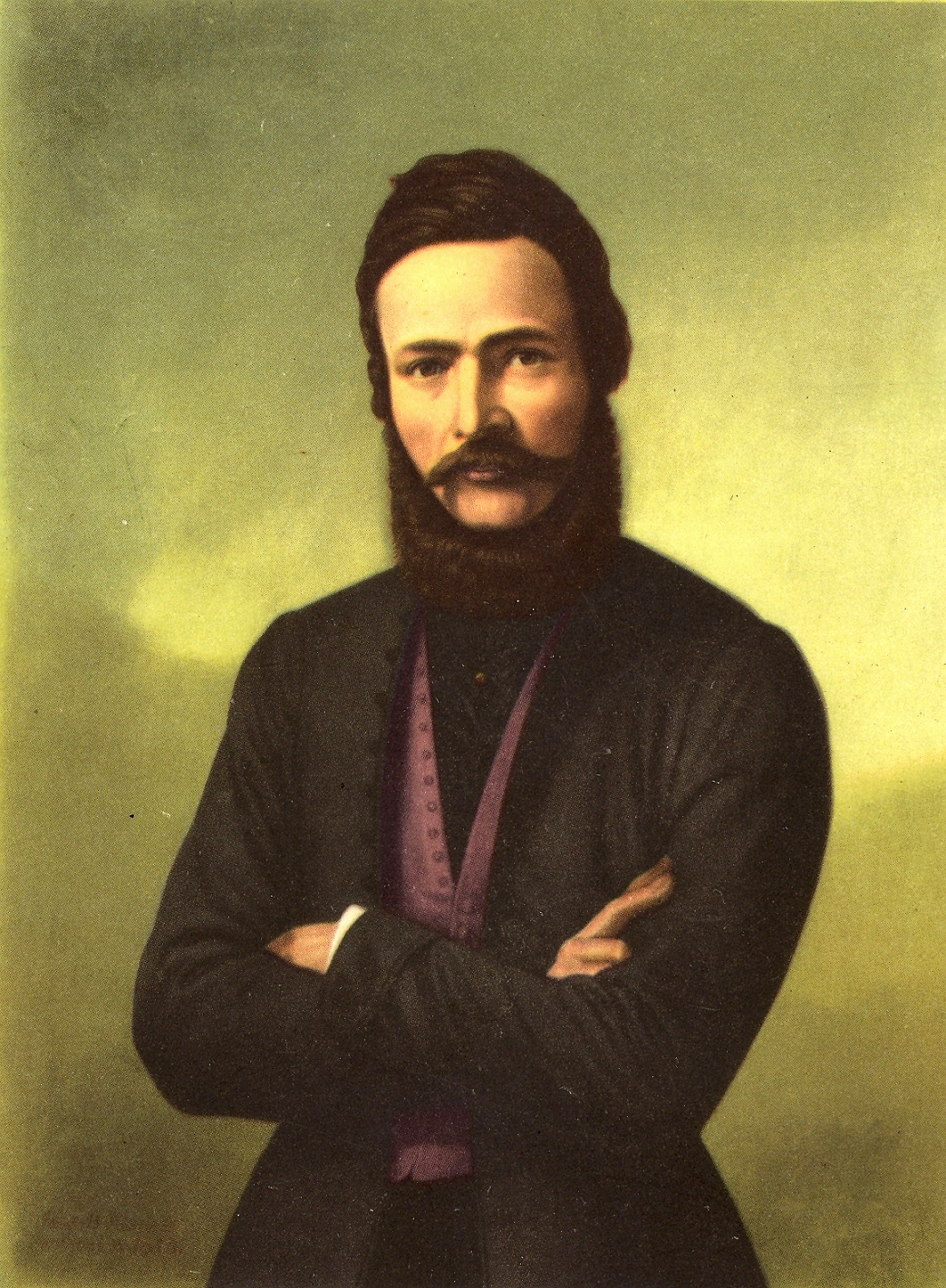
Л. Штур
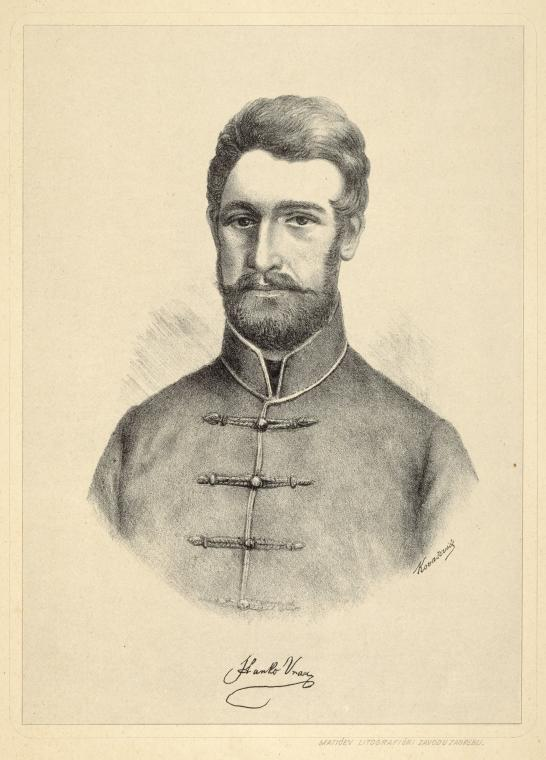
С. Враз